# Aeroportul Zaria
Aeroportul Zaria (IATA: ZAR, ICAO: DNZA) este un aeroport din Sabon Gari⁠(d), Kaduna, Nigeria ce deservește zona Zaria. A fost numit după zona deservită.
Situat la o altitudine de 661 m, aeroportul dispune de o singură pistă.